# Kleinbartloff
Kleinbartloff (letteralmente: «Bartloff piccola», in contrapposizione alla vicina Großbartloff – «Bartloff grande») è una frazione del comune tedesco di Niederorschel.

## Storia
Il 1º gennaio 2019 il comune di Kleinbartloff venne aggregato al comune di Niederorschel.